# Almagestum Novum
Almagestum Novum és un tractat astronòmic publicat el 1651, obra de l'astrònom jesuïta italià Giovanni Riccioli (1598-1671). Escrit en llatí, el títol complet original és:
| \| « \| "Almagestum novum : astronomiam veterem novamque complectens observationibus aliorum, et propriis nouisque theorematibus, problematibus ac tabulis promotam, in tres tomos distributam quorum argumentum sequens pagina explicabit" (Nou Almagest: inclou l'astronomia antiga i la nova amb les observacions d'altres, i propis i nous teoremes, problemes i taules de moviment, distribuïda en tres toms, la seva discussió s'explica a les pàgines següents).[1] \| » \| | |   |
| « | "Almagestum novum : astronomiam veterem novamque complectens observationibus aliorum, et propriis nouisque theorematibus, problematibus ac tabulis promotam, in tres tomos distributam quorum argumentum sequens pagina explicabit" (Nou Almagest: inclou l'astronomia antiga i la nova amb les observacions d'altres, i propis i nous teoremes, problemes i taules de moviment, distribuïda en tres toms, la seva discussió s'explica a les pàgines següents). | » |

El títol és una referència a l'Almagest, una obra clàssica d'astronomia escrita per Claudi Ptolemeu al segle II. L'obra està dedicada a Honorat II, primer príncep de Mònaco, l'escut d'armes del qual amb un entramat de rombes apareix a la portada del llibre.

## Rellevància històrica del llibre
Riccioli era un respectat astrònom, amb destacades troballes en el seu haver relatives a assumptes com les taques solars, el relleu lunar, les fases de Venus o les franges de la superfície de Júpiter. El llibre, a més d'una detallada relació dels seus descobriments, contenia una sèrie d'arguments contra la teoria heliocèntrica plantejada per Copèrnic i defensada per Galileo Galilei i Johannes Kepler, el qual model d'òrbites el·líptiques també rebutjava. El seu prestigi com a astrònom i la seva condició de jesuïta el van convertir en un dels màxims valedors del model geocèntric defensat per l'Església catòlica de la contrareforma, sustentat en una interpretació tancada de la Bíblia i en la tradició aristotèlica heretada de la Grècia Clàssica.
En aquest sentit, la portada del llibre és una elaborada al·legoria del seu propòsit: el gravat mostra a Astrea (la deessa de la justícia) en presència d'Argos Panoptes (el gegant dels cent ulls) comparant amb una balança la teoria heliocèntrica (al disc de l'esquerra) amb la teoria geocèntrica (al costat dret), que surt vencedora de la comparació. Estirat, a la part inferior del dibuix, apareix l'astrònom Claudi Ptolemeu.
El Nou Almagest es va convertir en un llibre de referència tècnica estàndard per als astrònoms de tot Europa: John Flamsteed (1646-1719), el primer astrònom real anglès, copernicà i protestant, el va utilitzar per a les seves classes de Gresham; i Joseph Lalande (1732-1807), de l'Observatori de París, ho va citar àmpliament. Tot i que a principis del segle XX ja era un treball molt antic, l'Enciclopèdia Catòlica de 1912 el considera l'obra literària més important dels jesuïtes durant el segle xvii.
Tot i que el triomf del model heliocèntric va deixar inevitablement desfasades les teories de Riccioli, la seva monumental obra conserva un indubtable valor com a recopilació de molts dels seus descobriments. En aquest sentit, és especialment significatiu el seu mapa de la Lluna, per al qual va desenvolupar un sistema de nomenclatura eponímica, que posteriorment ampliat, ha perdurat fins a l'actualitat (per acord de la UAI, prop de 600 accidents del relleu lunar porten amb caràcter oficial els noms ideats per Riccioli).

## Contingut

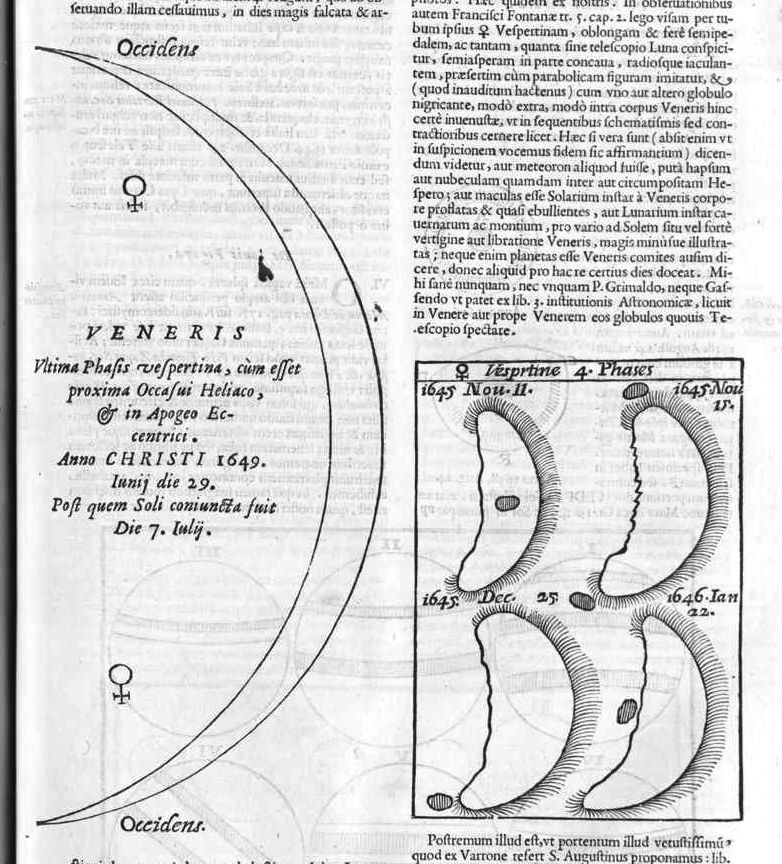
Aparença de les fases de Venus detalladament representades, tal com es veuen a través d'un telescopi (Almagestum Novum, 1651).

L'Almagestum Novum és una obra enciclopèdica que consta de més de 1500 pàgines en format foli (38 cmx25 cm). Al costat d'un text tipogràficament dens i compacte, inclou nombroses taules i il·lustracions. Dins dels seus dos volums hi havia deu "llibres" que abastaven tots els temes de l'astronomia de l'època:
1. L'esfera celeste i temes com els moviments celestes, l'equador, l'eclíptica, el zodíac, etc.
2. La terra i la seva mida, la gravetat i el moviment del pèndol, etc.
3. El sol, la mida i la distància, el moviment, observacions que l'involucren, etc.
4. La lluna, les fases, la mida i la distància, etc. (s'hi van incloure mapes detallats de la Lluna tal com es veu a través d'un telescopi)
5. Eclipsis lunars i solars
6. Les estrelles fixes
7. Els planetes i els seus moviments, etc. (es van incloure representacions de cadascú vist amb un telescopi);
8. Estels i les nova ("noves estrelles")
9. L'estructura de l'univers: les teories heliocèntrica i geocèntrica, etc.
10. Càlculs relacionats amb l'astronomia.

Tal com figura al títol de l'obra, Riccioli va planejar que l'Almagestum Novum tingués tres volums, però només el primer (amb les seves 1500 pàgines dividides en dues parts) es va completar.

## Aportacions científiques

### Treballs sobre la Lluna

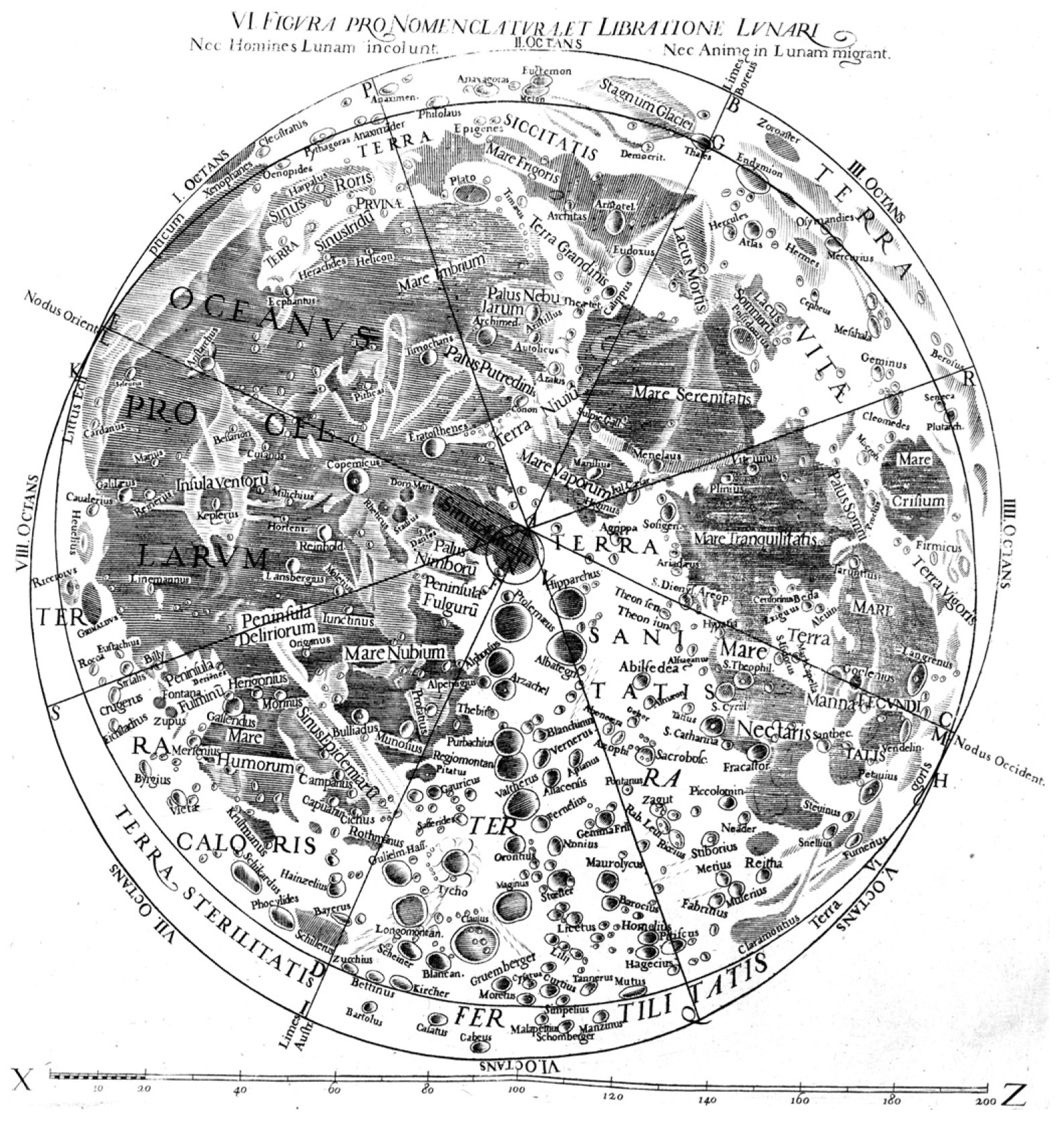
Mapa de la Lluna

Riccioli i Grimaldi van estudiar extensament la lluna, de la qual Grimaldi va dibuixar mapes. Aquest material va ser inclòs en el Llibre 4 del "Nou Almagest". Els mapes de Grimaldi es van basar en treballs anteriors de Johannes Hevelius i Michael Van Langren. En un d'aquests mapes, Riccioli va retolar noms dels elements del relleu lunar, noms que són la base de la nomenclatura encara en ús actualment. Per exemple, el Mare Tranquillitatis (el Mar de la Tranquil·litat, punt d'aterratge de l'Apol·lo 11 el 1969), va ser batejat per Riccioli, que va nomenar grans àrees lunars segons el seu suposat clima. També va nomenar nombrosos cràters en honor d'astrònoms importants, agrupant-los per línies de pensament i èpoques. Encara que Riccioli va rebutjar la teoria copernicana, va dedicar un destacat cràter lunar a "Copernicus", igual que altres cràters notables van rebre els noms d'altres defensors de la teoria copernicana com Kepler, Galileu i Lansbergius. Com que els cràters que van designar Ricioli i Grimaldi per a si mateixos es troben propers a la zona dels copernicans, mentre que els cràters dedicats a altres astrònoms jesuïtes estan en una part diferent de la Lluna (prop del molt destacat cràter Tycho. Brahe), de vegades s'ha considerat que la nomenclatura lunar de Riccioli amaga una expressió tàcita de simpatia per la teoria copernicana, que com a jesuïta, no podia donar suport públicament. No obstant, el mateix Riccioli va indicar que va posar els copernicans en aigües tempestuoses (l'Oceanus Procellarum). Una altra característica digna de menció del mapa és que Riccioli hi va incloure una declaració directa que la Lluna no està habitada. Això anava en contra de les especulacions sobre una lluna habitada, que havien estat presents a les obres de Nicolas de Cusa, Giordano Bruno i fins i tot Kepler, i que continuarien en obres d'escriptors posteriors com Bernard Le Bovier de Fontenelle i William Herschel.

### Arguments sobre el moviment de la Terra

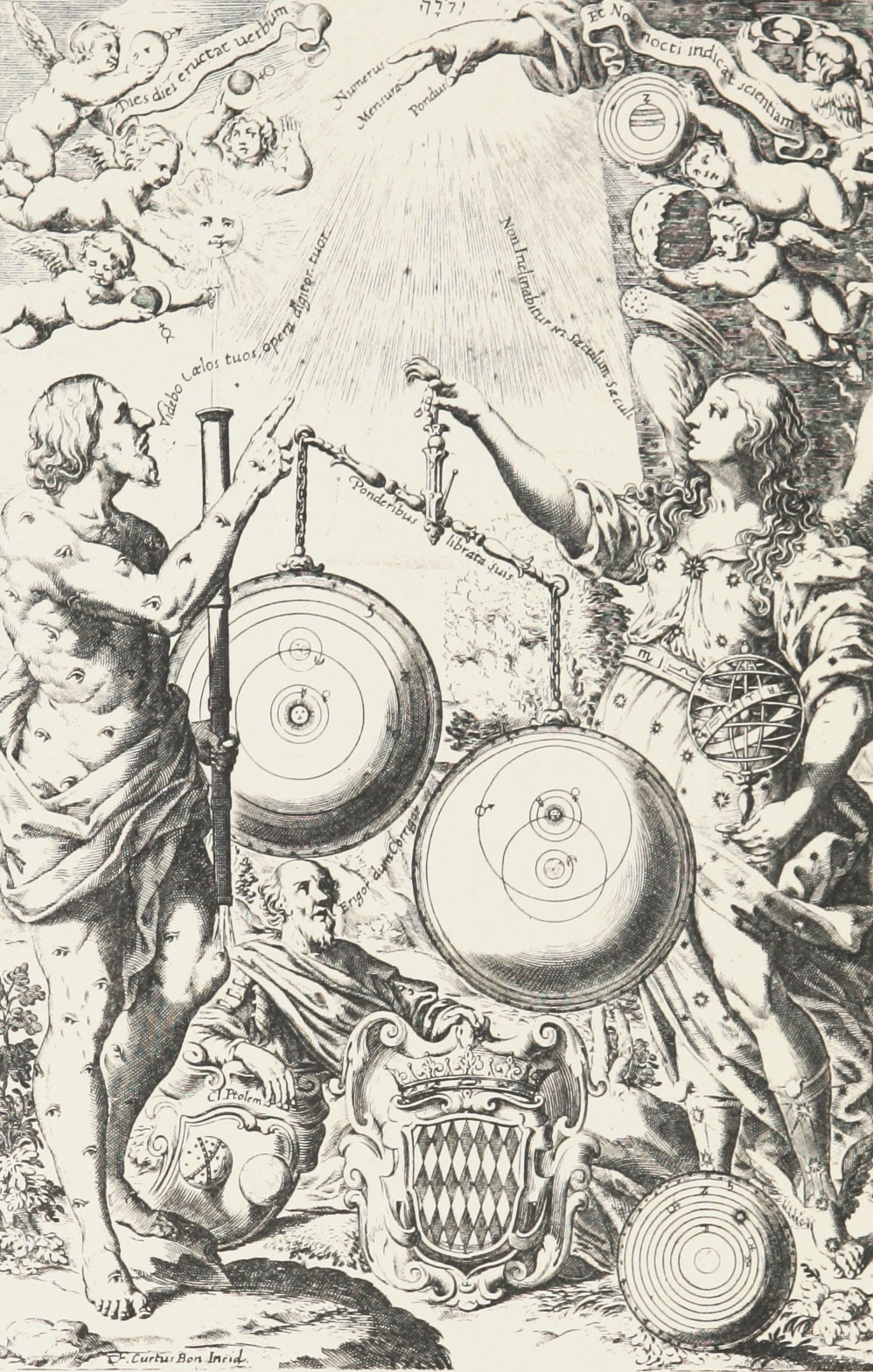
Portada de lAlmagestum Novum. Les figures mitològiques observen el cel amb un telescopi i pesen la teoria heliocèntrica de Copèrnic en una balança, contra la versió modificada per Riccioli del sistema geocieocientífic de Tycho Brahe, en què el Sol, la Lluna, Júpiter i Saturn orbiten la Terra, mentre que Mercuri, Venus i Mart orbiten el Sol. L'antiga teoria geocèntrica ptolemaica jeu descartada a terra, quedant obsoleta pels descobriments del telescopi. Aquests s'il·lustren a la part superior i inclouen les fases de Venus i Mercuri i una característica de la superfície a Mart (esquerra), les llunes de Júpiter, els anells de Saturn i les característiques de la lluna (dreta). La balança s'inclina a favor del sistema "Tychònic" de Riccioli.

Una part substancial del "Nou Almagest" (el Llibre 9, que consta de 343 pàgines) està dedicada a una anàlisi de la qüestió del sistema de l'univers: És l'univers geocèntric o heliocèntric? Es mou la Terra o està immòbil? L'historiador de la ciència Edward Grant ha descrit el Llibre 9 com l'anàlisi "probablement més extensa, penetrant i autoritzada" d'aquesta pregunta feta per "qualsevol autor dels segles XVI i XVII", segons la seva opinió, fins i tot per sobre dels "Dialogo Sopra i Due Massimi Sistemi del Mondo" de Galileu. De fet, el Llibre 9 s'ha descrit com "el llibre que Galileu hauria d'haver escrit". Dins del Llibre 9, Riccioli analitza 126 arguments sobre el moviment de la Terra: 49 a favor i 77 en contra. Per a Riccioli, la qüestió no estava entre el sistema geocèntric de Ptolemeu i el sistema heliocèntric de Copèrnic, ja que el telescopi havia destronat el sistema ptolemaic; estava entre el sistema geoheliocèntric desenvolupat per Tycho Brahe a la dècada de 1570 (de vegades anomenat "geoheliocèntric" o "híbrid", en aquest sistema el Sol, la Lluna i les estrelles orbiten una Terra immòbil, mentre que els planetes giren al voltant del Sol) i el de Copèrnic. Com il·lustra el frontispici del llibre (vegeu la figura a la dreta), Riccioli va afavorir una versió modificada del sistema de Tycho Brahe. Així és com va descriure el sistema que "li va venir a la ment" quan estava a Parma: "comparteix tot amb el sistema Tychonià, excepte les òrbites de Saturn i Júpiter, perquè [el meu] el seu centre no era el Sol, però era la Terra mateixa».
Molts escriptors fan referències a l'anàlisi de Riccioli i els seus 126 arguments. Tot i això, les traduccions dels arguments del "Nou Almagest" i les discussions dels arguments realitzats per escriptors més moderns són rars: només tres arguments dels 126 apareixen en aquestes traduccions i discussions fàcilment disponibles. Aquests tres arguments són: primer, un argument que Riccioli va anomenar “l'argument físic matemàtic” que estava relacionat amb una de les conjectures de Galileu; segon, un argument basat en el que avui es coneix com l'“efecte Coriolis”; i tercer, un argument basat en l'aparença de les estrelles tal com es veien a través dels telescopis de l'època.

#### Argument "fisicomatemàtic"
Riccioli discuteix l'argument fisicomatemàtic en termes d'arguments a favor i en contra del moviment de la Terra. Galileu va oferir una conjectura al seu "Diàleg" de 1632 sobre que l'aparent acceleració lineal d'una pedra que queia d'una torre era el resultat de dos moviments circulars uniformes que actuaven en combinació: la rotació diària de la Terra i un segon moviment circular uniforme pertanyent a la pedra, adquirit en ser arrossegada per la torre. Galileu diu que 
 [E]l moviment veritable i real de la pedra mai s'accelera en absolut, però sempre és igual i uniforme... Així que no necessitem cercar cap altra causa d'acceleració o qualsevol altre moviment, per al cos en moviment, sigui que romangui a la torre o caient, es mou sempre de la mateixa manera; és a dir, circularment, amb la mateixa rapidesa i amb la mateixa uniformitat... si la línia descrita per un cos que cau no és exactament aquesta, està molt a prop d'ella... [i] segons aquestes consideracions, directament el moviment surt per complet de l'enquadrament i la naturalesa mai no en fa ús en absolut.
Podria aplicar-se a la caiguda de cossos a prop dels pols de la Terra, on hi hauria poc o cap moviment circular causat per la rotació de la Terra; i fins i tot a l'equador on hi hauria més moviment causat per la rotació de la Terra, l'índex de caiguda predit per la idea de Galileu era massa lent. Que els problemes amb la conjectura de Galileu eren una taca contra el sistema copernicà, però els escriptors moderns difereixen pel que fa al raonament de Riccioli sobre això,

#### Argument de l'"Efecte Coriolis"

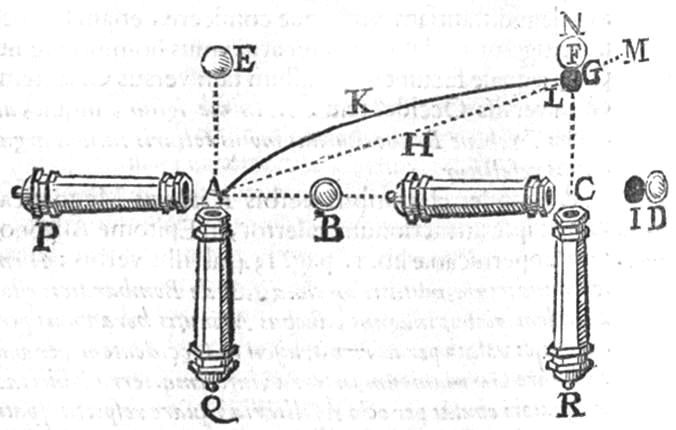
Il·lustració de l'"Almagestum Novum", que mostra l'efecte que una Terra en rotació hauria de tenir sobre els projectils. Quan el canó es dispara apuntant a l'objectiu oriental B, el canó i l'objectiu viatgen cap a l'est a la mateixa velocitat mentre que la bala està en vol. La bala colpeja l'objectiu com ho faria si la Terra fos immòbil. Quan el canó es dispara apuntant cap al nord en direcció E, l'objectiu es mou més lentament cap a l'est que el canó i la bala a l'aire, perquè la terra es mou més lentament en latituds més septentrionals (el terra gairebé no es mou a prop del pol). Per tant, la bala segueix una trajectòria corba sobre el terra, no una diagonal, i copeja cap a l'est o cap a la dreta de l'objectiu a G.

Riccioli també va argumentar que la rotació de la Terra s'hauria de revelar en el vol dels projectils d'artilleria, perquè en una Terra en rotació el terra es mou a diferents velocitats en diferents latituds. Va escriure que 
Si es dispara una pilota al llarg d'un meridià cap al pol (en lloc de cap a l'est o cap a l'oest), el moviment diürn farà que la bala sigui transportada [és a dir, la trajectòria de la bala es desviarà], si tot segueix igual: perquè en els paral·lels de latitud més propers als pols, el terra es mou més lentament, mentre que en els paral·lels més propers a l'equador, el terra es mou més ràpidament.
 Per tant, si fos un canó, apuntant directament a un objectiu cap al nord, per disparar una bola, aquesta bola colpejaria lleugerament cap a l'est (dreta) de l'objectiu, a causa de la rotació de la Terra. Però, si es van disparar canons a l'est, no hi hauria deflexió, ja que tant el canó com l'objectiu es mourien la mateixa distància en la mateixa adreça. Riccioli va afirmar que el millor dels artillers podia disparar una bala directament a la boca del canó d'un enemic; si aquest efecte de desviació existís als trets cap al nord, ho haurien detectat. També va argumentar que l'absència d'aquest efecte indica que la Terra no gira. Tenia raó en el seu raonament sobre que l'efecte que descriu realment passa, encara que a la seva època no podia ser detectat amb els mitjans disponibles. Se'l coneix avui com l'efecte Coriolis en memòria del físic francès del segle xix Gaspard Gustave de Coriolis (1792-1843). No obstant això, la desviació cap a la dreta es produeix independentment de la direcció on s'apunta el canó (cal una comprensió molt més desenvolupada de física que la disponible a l'època de Riccioli per explicar això), i, per tant, els artillers no podien notar cap diferència relacionada amb l'orientació dels seus trets.

#### Argument de la mida de les estrelles
Riccioli també va fer servir observacions telescòpiques d'estrelles per argumentar en contra de la teoria copernicana. Vistes a través dels petits telescopis de la seva època, les estrelles apareixien com a discos petits però distingibles. Aquests discos eren espuris, causats per la difracció de les ones de llum que travessen el telescopi. Avui es coneixen com Disc d'Airy, en honor de l'astrònom anglès del segle xix George Biddell Airy (1801-1892). Els discos reals de les estrelles són generalment massa petits per ser vists fins i tot amb els millors telescopis moderns. Però durant la major part del segle XVII es va pensar que aquests discos vists en un telescopi eren els cossos reals de les estrelles. En la teoria copernicana, les estrelles havien d'estar a grans distàncies de la Terra per explicar per què no se'n detectava la paral·laxi anual. Riccioli i Grimaldi van realitzar nombrosos mesuraments de discos d'estrelles utilitzant un telescopi, proporcionant una descripció detallada del seu procediment perquè qualsevol persona que ho volgués pogués replicar. Riccioli posteriorment va calcular les mides físiques que necessitarien tenir les estrelles mesurades perquè estiguessin tan lluny com es requeria en la teoria copernicana per no mostrar paral·laxi, i perquè les mides es puguin apreciar amb el telescopi. El resultat en tots els casos va ser que les estrelles eren enormes, empetitint el Sol. En alguns escenaris, una sola estrella excediria la mida de l'univers sencer, segons el que estimava un geocentrista com Tycho Brahe. Aquest problema que va plantejar la imatge defectuosa de les estrelles als telescopis a la teoria copernicana havia estat notat ja el 1614 per Simon Marius, que va dir que les observacions telescòpiques dels discos d'estrelles sostenien la teoria Tychónica. El problema va ser reconegut per copernicans com Martin van den Hove (1605-1639), qui també va mesurar els discos de les estrelles i va reconèixer que aquest problema podria portar la gent a rebutjar la teoria de Copèrnic.

#### Altres arguments
Els altres arguments que Riccioli presenta al Llibre 9 del "Almagestum Novum" van ser diversos. Hi va haver arguments concernents a si els edificis podien mantenir-se en equilibri o si els ocells podien volar si la Terra rotava; quin tipus de moviments eren naturals per als objectes pesants; què constitueix la disposició celestial més simple i elegant; si el cel o la Terra eren més adequats per al moviment i més fàcil i efectivament moguts; si el centre de l'univers era una posició més o menys noble; i molts altres. Molts dels arguments anti-copernicans al "Almagestum Novum" tenien les seves arrels en els arguments anti-copernicans de Tycho Brahe.
Riccioli va argumentar enèrgicament contra el sistema copernicà, i fins i tot va caracteritzar certs arguments a favor de la immobilitat terrestre com a incontestables, però també va refutar alguns arguments anticopernicans, invocant contraarguments dels mateixos copernicans. Per exemple, presenta l'opinió comuna que, si la Terra girés, s'hauria de sentir aquest moviment, i com que no se sent, la Terra ha d'estar immòbil. Però després diu que matemàticament no hi ha necessitat de tal sensació. Igualment, rebutja les idees que els edificis podrien arruïnar-se o que les aus puguin quedar deslligades del moviment de la Terra; tots poden simplement compartir el moviment de rotació cap a l'est de la Terra, com el canó i la bola orientats cap a l'est discutits anteriorment. Potser per aquesta raó Riccioli ha estat ocasionalment retratat com un copernicà encobert, algú la posició del qual com a jesuïta va requerir formalment la seva oposició a la teoria copernicana.

### Pènduls i cossos en caiguda
A Riccioli se li atribueix ser la primera persona a mesurar amb precisió l'acceleració deguda a la gravetat de la caiguda dels cossos. Els llibres 2 i 9 del “Almagestum Novum” Riccioli van incloure una discussió significativa i extensos informes experimentals sobre els moviments dels cossos que cauen i sobre els pèndols.
Estava interessat en el pèndol com un dispositiu per mesurar el temps amb precisió. En comptar el nombre d'oscil·lacions de pèndol que transcorren entre els trànsits de certes estrelles, Riccioli va poder verificar experimentalment que el període d'un pèndol oscil·lant amb una petita amplitud és constant amb una variació màxima de 2 oscil·lacions sobre un total de 3212 (0,062%). També va informar que el període dʻun pèndol augmenta si lʻamplitud de la seva oscil·lació augmenta per sobre de 40 graus. Va intentar desenvolupar un pèndol el període del qual fos precisament d'un segon: aquest pèndol completaria 86.400 oscil·lacions en un període de 24 hores. Això ho va provar directament, dues vegades, en fer servir estrelles per marcar el temps i reclutar un equip de nou companys jesuïtes per comptar els cicles i mantenir l'amplitud del balanceig durant 24 hores. Els resultats van ser pèndols amb períodes dins del 1,85%, i després del 0,69% del valor desitjat; i Riccioli fins i tot va intentar millorar aquest últim valor. El pèndol de segons es va usar com a estàndard per calibrar pèndols amb diferents períodes. Riccioli va dir que per mesurar el temps, un pèndol no era una eina perfectament fiable, però en comparació amb altres mètodes, era una eina extremadament útil.
Amb pèndols per registrar el temps (de vegades complementats per un cor de jesuïtes que cantaven al compàs d'un pèndol per proporcionar un temporitzador audible) i amb una estructura elevada a la seva disposició com la Torre d'Asinelli a Bolonya, Riccioli va poder fer experiments precisos sobre la caiguda dels cossos. Va verificar que els cossos en caiguda seguien la regla del "número imparell" de Galileu, de manera que la distància recorreguda per un cos que cau augmenta en proporció al quadrat del temps de caiguda, cosa que indica una acceleració constant. Segons Riccioli, un cos caigut alliberat del repòs viatja 15 peus romans (29.57 cm) en un segon, 60 peus en dos segons, 135 peus en tres segons, etc. Altres jesuïtes com Cabeo havien argumentat que aquesta regla no s'havia demostrat rigorosament. Els seus resultats van demostrar que, encara que els cossos que queien generalment mostraven una acceleració constant, hi havia diferències determinades pel pes, la mida i la densitat. Riccioli va dir que si dos objectes pesants de diferent pes cauen simultàniament des de la mateixa altura, el més pesat baixa més ràpidament sempre que tingui una densitat igual o més gran; si tots dos objectes tenen el mateix pes, el més dens baixa més ràpidament.
Per exemple, en deixar caure boles de fusta i plom que pesaven 2,5 unces, Riccioli va descobrir que quan una bola de plom havia recorregut 280 peus romans, una bola de fusta havia recorregut tan sols 240 peus (una taula al "Nou Almagest" conté dades sobre vint-i-una d'aquestes caigudes comparades). Va atribuir aquestes diferències a l'aire i va notar que la densitat de l'aire havia de ser considerada quan es tractava de cossos que queien. Va documentar la fiabilitat dels seus experiments en proporcionar descripcions detallades de com es van dur a terme, perquè qualsevol pogués reproduir-los, Els resultats de Riccioli són generalment consistents amb una comprensió moderna dels cossos que cauen sota la influència de la gravetat i la resistència de l'aire. Els seus valors de 15-60-135 impliquen una acceleració gravitacional "g" de 30 peus romans per segon (30 peus/s/s). El valor modern acceptat (g = 9.8 m/s/s) expressat en peus romans és g = 33 peus/s/s. La “g” de Riccioli difereix del valor acceptat en menys del 10%. Les seves afirmacions sobre boles més denses que arriben a terra primer (és a dir, que es veuen menys afectades per la resistència de l'aire) també concorden amb la comprensió moderna. El resultat que una bola de fusta caigui 240 peus en el mateix temps en què una bola de plom del mateix pes cau 280 peus generalment és de la mateixa manera consistent amb la comprensió moderna (encara que la diferència de 40 peus és una mica menor de l'esperable).
Riccioli va assenyalar que si bé aquestes diferències contradeien l'afirmació de Galileu que les boles de diferent pes caurien a la mateixa velocitat, era possible que Galileu observés la caiguda de cossos fets del mateix material però de diferents mides, perquè en aquest cas la diferència en el temps de caiguda entre les dues boles és molt més petit que si les boles són de la mateixa mida però amb diferents materials, o del mateix pes, però diferents mides, etc., i aquesta diferència no és evident tret que les boles s'alliberin des d'una gran altura.
Al moment, diverses persones van expressar la seva preocupació per les idees de Galileu sobre la caiguda dels cossos, argumentant que seria impossible discernir les petites diferències en temps i distància necessàries per avaluar adequadament les idees de Galileu, o informar que els experiments no coincidien amb les prediccions de Galileu o queixar-se que edificis convenientment alts amb trajectòries de caíguda clares no estaven disponibles per posar a prova a fons les idees de Galileu. Per contra, Riccioli va poder demostrar que havia dut a terme experiments repetits, consistents i precisos en una ubicació ideal. Així, com observa D. B. Meli,
| \| « \| Els experiments precisos de Riccioli van ser àmpliament coneguts durant la segona meitat del segle XVII i van ajudar a forjar un consens sobre l'adequació empírica d'alguns aspectes de l'obra de Galileu, especialment la regla del nombre imparell i la noció que els cossos pesants cauen amb acceleracions i velocitat similars que no són proporcionals al pes. La seva concordança parcial amb Galileu va ser significativa, venint com venia d'un lector hostil que va arribar fins i tot a incloure el text de la condemna de Galileu a les seves pròpies publicacions.[39] \| » \| | |   |
| « | Els experiments precisos de Riccioli van ser àmpliament coneguts durant la segona meitat del segle XVII i van ajudar a forjar un consens sobre l'adequació empírica d'alguns aspectes de l'obra de Galileu, especialment la regla del nombre imparell i la noció que els cossos pesants cauen amb acceleracions i velocitat similars que no són proporcionals al pes. La seva concordança parcial amb Galileu va ser significativa, venint com venia d'un lector hostil que va arribar fins i tot a incloure el text de la condemna de Galileu a les seves pròpies publicacions. | » |